# Staatsgrundgesetz des Staates Groß-Hessen

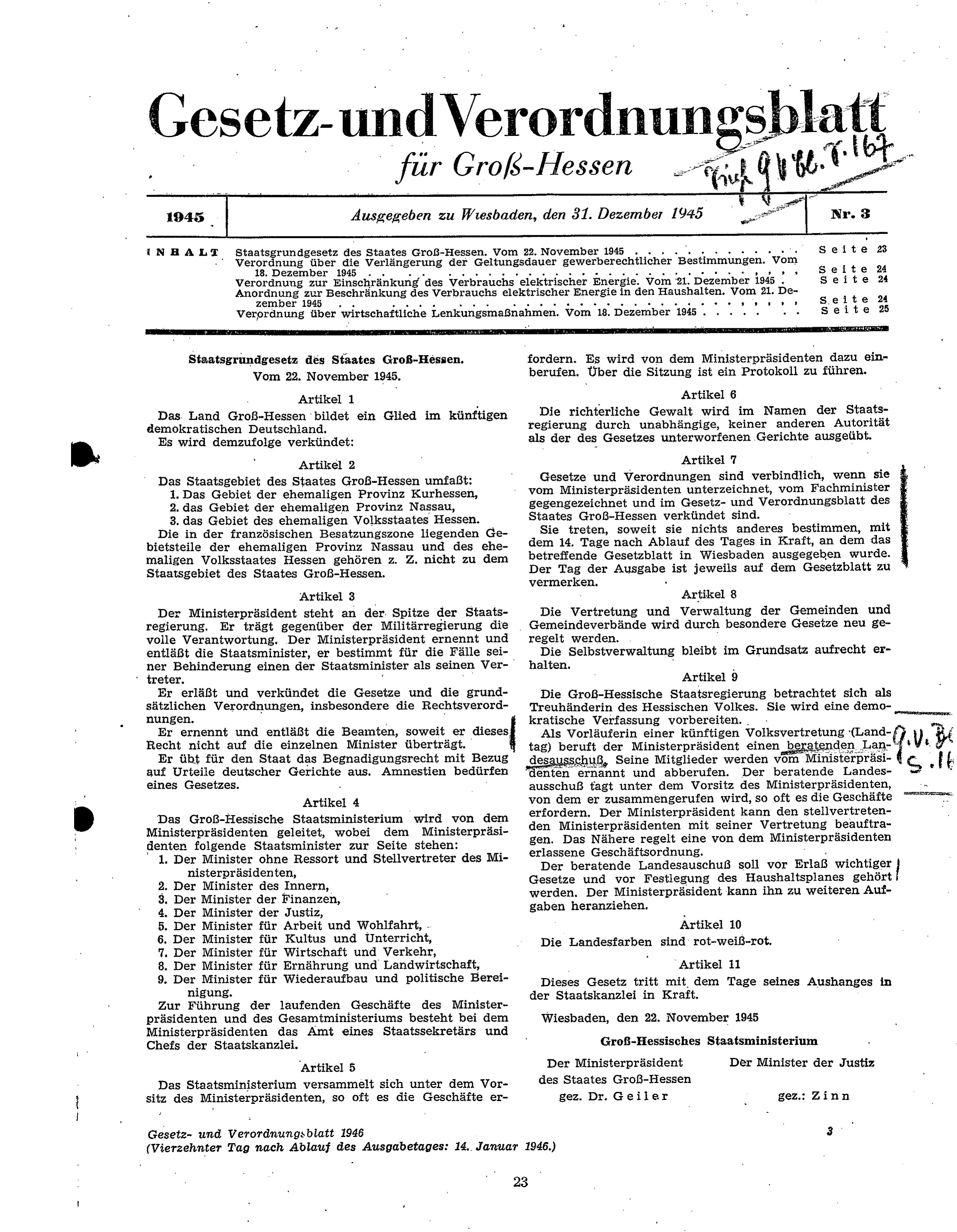
Staatsgrundgesetz im Gesetz- und Verordnungsblatt vom 31. Dez. 1945

Das Staatsgrundgesetz des Staates Groß-Hessen, die erste Verfassung des heutigen Landes Hessen, wurde am 22. November 1945 erlassen. Es wurde am 1. Dezember 1946 durch die neue Verfassung des Landes Hessen aufgehoben.

## Entstehung
Die amerikanische Militärregierung hat 1945 durch General Dwight D. Eisenhower durch die Proklamation Nr. 2 das Land Groß-Hessen ins Leben gerufen. Als Chef der Militärregierung (Office of Military Government Greater Hesse, kurz OMGGH) wurde Colonel James R. Newman ernannt.
Die Wahl auf Wiesbaden als Hauptstadt des neuen Staates fiel hierbei nur zufällig. Die amerikanische Militärregierung war bestrebt, die Verwaltung schrittweise von den kleinen Einheiten der Städte und Gemeinden hin über die Landkreise bis zum Land in zivile Verantwortung zu überführen. Hierbei war von vorneherein noch gar nicht klar, dass ein Land in den Grenzen des heutigen Hessens entstehen würde. So wurde zunächst angestrebt, ein Land Hessen-Nassau mit den drei Regierungsbezirken Kassel, Wiesbaden und Frankfurt unter der Hauptstadt Kassel sowie Hessen mit der Hauptstadt Darmstadt zu errichten. Hiervon nahm man allerdings Abstand und präferierte eine Einstaatenlösung. Als Hauptstadt wurde zunächst Marburg befürwortet. In Marburg blieb allerdings der Aufbau einer Regierung weit den Erwartungen der amerikanischen Civil Administration zurück. Somit rückte Wiesbaden in den Fokus, weil neben der zentralen Lage auch Unterbringungsmöglichkeiten für eine Militär- und eine zivile Landesregierung vorhanden waren.
Newman hat am 12. Oktober 1945 mit der Organisationsanweisung Nr. 1 die Bildung einer zivilen Landesregierung für Groß-Hessen angeordnet. Auf Vorschlag der Abteilung für Zivilverwaltung (CAD) der US-Armee wurde der parteilose Jurist Karl Geiler zum ersten Ministerpräsidenten ernannt. Ministerpräsident Geiler erließ im Einvernehmen mit den Militärbehörden das Staatsgrundgesetz des Staates Groß-Hessen vom 22. November 1945.
Im Vorfeld der Proklamation Groß-Hessens durch die „amerikanische Militärregierung hatte General Clay die hessische Bevölkerung in Hunderten von Interviews fragen lassen, ob sie der Etablierung eines groß-hessischen Staates befürworte. Die Antwort war unzweideutig.“ Die Konstituierung des Landes Groß-Hessen war zwar ein Rechtsakt der amerikanischen Besatzungsmacht, war durch die breite Zustimmung seitens der Bevölkerung von der Tendenz her quasi demokratisch legitimiert.

## Inhalt
Das Staatsgrundgesetz des Staates Groß-Hessen ist mit 11 Artikeln sehr kurz und umfasst nur essentielle Regelungen, die für den Aufbau des jungen Staats unabdingbar waren.

### Glied im künftigen demokratischen Deutschland
Im Artikel 1 wird bereits zukunftsweisend festgelegt, dass Groß-Hessen „ein Glied im künftigen demokratischen Deutschland“ werden soll.

### Staatsgebiet
Im Artikel 2 wird das Staatsgebiet definiert und umfasst die Gebiete der ehemaligen (erst seit 1944 bestehenden) preußischen Provinzen Kurhessen, Nassau (ohne Kreise im westlichen Teil der Provinz) und des ehemaligen Volksstaates Hessen (ohne die linksrheinischen Gebiete), die zur französischen Besatzungszone kamen.
Hierdurch wird die Anordnung Newmans das Staatsgebiet betreffend aus der Verwaltungsanordnung Nr. 1 manifestiert. Hierdurch zählt auch die ehemalige hessische Exklave Bad Wimpfen nicht mehr zum Staatsgebiet.

### Stellung des Ministerpräsidenten
Der Ministerpräsident des Staates Groß-Hessen wurde nicht gewählt, sondern von der amerikanischen Militärregierung eingesetzt. Insofern war er – wie auch sein Kabinett – nicht demokratisch legitimiert.
Ministerpräsident Geiler vereinte Legislative und Exekutive in seiner Hand, so dass er ohne Bindung an ein Parlament agieren konnte. Dies natürlich mit der Einschränkung, dass er diese besondere Stellung nur unter Aufsicht und in Abstimmung mit der amerikanischen Besatzungsmacht ausüben konnte. Dies zeigt sich auch durch eine Äußerung des Leiters der Abteilung für Zivilangelegenheiten der Wiesbadener Militärregierung, Harold W. Landin, der vor dem Kabinett klarstellte: „Wenn Sie Gesetze herausgeben, sind diese Gesetze immer erst mir zur Prüfung vorzulegen. Colonel Newman und ich werden die Sache besprechen und prüfen, ob sie nicht mit der Militärregierung kollidieren“.

### Richterliche Unabhängigkeit
Bemerkenswert ist die Regelung des Artikels 6, mit der die absolute und nur auf dem Gesetz beruhende richterliche Unabhängigkeit festgeschrieben wird.

### Vorbereitung einer demokratischen Verfassung
Artikel 9 zeigt, dass das Staatsgrundgesetz für Groß-Hessen nur für eine kurze Übergangszeit geschaffen wurde. Die Groß-Hessische Landesregierung wird als Treuhänderin des Hessischen Volkes betrachtet, die eine demokratische Verfassung vorbereiten soll.

### Beratender Landesausschuss
Zwar existiert eine Landesregierung, der ein durch die Militärregierung eingesetzter Ministerpräsident vorsteht, jedoch ist die Stellung des Ministerpräsidenten und der Landesregierung insgesamt sehr stark, denn sie erlassen die Gesetze und Verordnungen, ohne dass es einer Abstimmung von Volksvertretern bedarf. Um dieses demokratische Manko abzuschwächen, bestimmt Artikel 9 der Verfassung, dass ein beratender Landesausschuss eingerichtet wird, der jedoch nur vor dem Erlass „wichtiger Gesetze und vor Festlegung des Haushaltsplans gehört werden“ soll.